# Тогур
Тогу́р (рос. Тогур) — село у складі Колпашевського району Томської області, Росія. Входить до складу Колпашевського міського поселення.
У період 1939-1992 років село мало статус селища міського типу.

## Населення
Населення — 7575 осіб (2010; 8418 у 2002).
Національний склад (станом на 2002 рік):
- росіяни — 95 %

## Персоналії
- Кожевников Вадим Михайлович (1909—1984) — російський письменник, сценарист.